# Álvaro Armand Ugón
Álvaro Armand Ugón actor y docente uruguayo.
Galardonado con siete Premios Florencio a Mejor Actor, entre ellos se destaca el premio a Mejor Actor en Unipersonal 2023. Desde 2012 dirige su propia escuela de actuación, EAAU, avalada por la Sociedad Uruguaya de Actores.

## Trayectoria

### Cine
- 2018. «La noche de 12 años» (Uruguay/España/Argentina/Francia). Dirección: Álvaro Brechner
- 2017. «El Sereno» (Uruguay/Argentina) junto a Gastón Pauls y César Troncoso. Directores: Oscar Estévez y Joaquín Mauad.
- 2017. «Era el Cielo» (Brasil/Uruguay) junto a Leonardo Sbaraglia, Chino Darín y Carolina Dieckmann. Director: Marco Dutra.
- 2015. «Tan frágil como un segundo» (Uruguay). Director: Santiago Ventura.
- 2008. «Polvo nuestro que estás en los cielos» (Bélgica/Suiza/España/Uruguay). Directora: Beatriz Flores Silva.
- 2008. «Paisito» (España-Uruguay-Argentina). Directora: Ana Díez.
- 2004. «Orlando Vargas» (Francia/Uruguay). Director: Juan Pitaluga.
- 2000. «El Viñedo» (Uruguay/Chile). Director: Esteban Shoeder.
- 1998. «Ocho historias de amor» (Uruguay). Director: Sergio Miranda.
- 1997. «Su música suena todavía» (Uruguay). Director: Luis Neto.
- 1992. «La trampa» (Uruguay). Director: Julio Porley.

### Espectáculos que protagonizó
- «Recuerde Esto. La lección de Jan Karski» de Derek Goldman y Clark Young (2023)
- «Muñecas de piel» de Marianella Morena (2021 / 2022)
- «Panorama desde el puente» de Arthur Miller (2019)
- «El método Grönholm» de Jordi Galceran (2019)
- «Dos hombres desnudos» de Sébastien Thiéry (2019)
- «Sacco y Vanzetti» de Mauricio Kartun (2018)
- «La última sesión de Freud» de Mark St. Germain.
- «Vidas privadas» de Noël Coward. (2015)
- «Verano y humo» de Tennessee Williams. (2013)
- «Hamlet» de William Shakespeare. (2008)
- «El cuento del Zoo» de Edward Albee.
- «Constelaciones» de Nick Payne.
- «Un tranvía llamado Deseo» de Tennessee Williams.
- «La heladera sueca» de Fernando Butazzoni.
- «Gorda» de Neil LaBute.
- «Paternóster» de Jacobo Langsner.
- «Regreso al Hogar» de Harold Pinter.
- «Don Juan, el lugar del beso» de Marianella Morena.
- «Sueño de otoño» de Jon Fosse.
- «Plaza Suite» de Neil Simon.
- «La duda» de John Patrick Shanley.
- «Manhattan Medea» de Dea Loher.
- «Berlín» de Gabriel Peveroni.
- «Resiliencia» de Marianella Morena.
- «La escala humana» de Javier Daulte, Rafael Spregelburd y Alejandro Tantanian.
- «La mujer de negro» de Stephen Mallatrat.
- «Jubileo» de George Tabori.
- «Que tupé» de Diego Fischer.
- «Agatha» de Marguerite Duras.
- «La soga» de Patrick Hamilton.

### Espectáculos que coprotagonizó
- «Viaje de un largo día hacia la noche» de Eugene O'Neill.
- «La muerte de un viajante» de Arthur Miller.
- «Un beso, un abrazo, un apretón de mano» de Naum Alves de Souza.
- «Al encuentro de las tres Marías» de Diego Fischer.
- «El elogio de la nieve» de Hugo Burel.
- «Memorias de un loco» de Nikolái Vasílievich Gógol.
- «Sueño de una noche de verano» de William Shakespeare.
- «Rey Lear» de William Shakespeare.
- «Metamorfosis» de Franz Kafka.
- «Escenas de la vida conyugal» de Ingmar Bergman.

### Televisión y plataformas
- Actor de reparto en la serie Cromañon.
- 2022, participa en un capítulo de «El presidente el juego de la corrupción».

- 2017. Participa en cuatro capítulos de la segunda temporada de la serie El hipnotizador de HBO.
- 2013. Coprotagonizó un capítulo de la serie de unitarios Historias de diván (Telefe, Argentina).
- 2012. Participó en cuatro capítulos de la ficción «Dulce Amor» (Telefe/Argentina).
- 2011. Participó en dos capítulos de la ficción «Un año para recordar» (Telefe/Argentina).
- 2011  «Adicciones», en la cual protagonizó un capítulo unitario. Emitido por el canal 12.
- 2011 «Dance!, la fuerza del corazón», en la cual participó en cinco capítulos. Emitido por el canal 10.
- 2010 «Universo Alessandra», en el cual fue el locutor oficial del programa emitido por el canal 10. Conducción: Alessandra Rampolla.
- 2010-2009 «Charly en el aire» (la cual protagonizó y produjo), emitida por Monte Carlo TV (primera y segunda temporadas).
- 2006. Protagonizó la serie de Israel Adrián Caetano «Futbol Club», emitida para toda Latinoamérica a través de la señal de The Film Zone.
- 2004 Protagonizó tres unitarios de la serie «8×8», entre ellos «La Canaria». Director: Israel Adrián Caetano. Emitido por Canal 4.
- 2003 Coprotagonizó la Teleserie «Constructores».
- 2002 Coprotagonizó la serie «Mañana será otro día», emitida por Monte Carlo TV.
- 2000 Coprotagonizó la telenovela «El año del dragón», emitida por Monte Carlo TV.
- 1999 Participó en la telenovela «A cara o cruz», emitida por Monte Carlo TV.
- 1997 Actuó en el telefilm «Subterráneos», protagonizado por Osvaldo Laport, y emitido por Monte Carlo TV.
- 1994 Participó como actor invitado en el programa humorístico «Plop».

## Premios
- 2013, Premio Florencio otorgado por ACTU (Asociación de Críticos del Uruguay) como mejor actor en Unipersonal por "Recuerde Esto. La lección de Jan Karski" de Derek Goldman y Clark Young.
- Ganador del premio a Mejor Actor 2023 otorgado por el Colectivo de Críticos Independientes (CCI) por el unipersonal "Recuerde Esto. La lección de Jan Karski" de Derek Goldman y Clark Young.
- 2018, Premio Florencio como mejor actor por “Sacco y Vanzetti” de Mauricio Kartun*
- 2017, Premio Florencio como mejor actor, y del premio «Hombre del año» a la Actuación Teatral por "El Cuento del Zoo” de Edward Albee.
- 2016, Premio Florencio como mejor actor de reparto, y del premio «Hombre del año» por su interpretación en la obra «Viaje de un largo día hacia la noche», de Eugene O'neil.
- 2015, Premio Florencio al mejor actor del año por su protagónico en «Constelaciones».
- 2012, Nominado como mejor actor protagónico a los Premio Florencio por «Regreso al Hogar».
- 2009, Premio Florencio al mejor actor y del Premio Iris como figura teatral, por su labor protagónica en «Hamlet»; ganador del Premio Hombre del Año en TV por su actuación en la ficción Charly en el aire.
- 2007, Nominado a mejor actor protagónico en los Premio Florencio por «Resiliencia».
- 2006, Premio Florencio como Mejor Actor por su labor en Paternóster, de Jacobo Langsner.
- 2005, Nominado como mejor actor protagónico a los premios Florencio por su labor en Don Juan, el Lugar del beso.'’
- 2003, Distinguido como Hombre del Año en el rubro Teatro por su labor en La mujer de negro.
- 2000, Premio Florencio como parte del mejor elenco por el espectáculo Jubileo, de George Tabori.

## Docencia
- 2011 a la actualidad. Director general, docente de Arte Escénico, Actuación ante cámara y Metodología en Escuela de Actuación, Álvaro Armand Ugón (EAAU).
- 2014 - 2016, Docente de Arte Escénico en la Escuela del Actor.
- 2012 - 2014, Docente de Interpretación ante Cámara de primer año en la Carrera de Actuación del I.A.M
- 2010 - 2013, Docente de Arte Escénico de la Escuela de actuación de Vicky Rodríguez y Gustavo Antúnez.
- 2006 - 2010, Docente de Actuación  ante cámara de la Escuela de la actriz Beatriz Massons.
- 2006, Creador y docente del taller "Específico ante cámaras" en la Escuela del Actor.
- 2000 - 2001, Docente del taller de teatro para adolescentes Colegio St Davis, Instituto C.I.E.P.
- 1996, Docente del taller de teatro para adolescentes del Teatro Astral.